# Solomon Ataga
Solomon Ataga est un boxeur nigérian né le 8 avril 1948.

## Carrière
En raison du boycott des pays africains aux Jeux olympiques d'été de 1976 à Montréal, Solomon Ataga doit déclarer forfait alors qu'il devait affronter au deuxième tour dans la catégorie des poids lourds le Finlandais Pekka Ruokola.
Il est ensuite médaillé d'argent dans la catégorie des poids lourds aux championnats d'Afrique de Benghazi en 1979.
Aux Jeux olympiques d'été de 1980 à Moscou, Solomon Ataga est éliminé au premier tour dans la catégorie des poids lourds par le Cubain Teófilo Stevenson.